# Aeroportul Hengchun
Aeroportul Hengchun (IATA: HCN, ICAO: RCKW) este un aeroport din 恆春鎮⁠(d), 屏東縣⁠(d), 臺灣省⁠(d), Taiwan ce deservește zona 恆春鎮⁠(d). Aeroportul a fost tranzitat în 2014 de 768 de pasageri. A fost deschis în 12 ianuarie 2004 și numit după zona deservită.
Situat la o altitudine de 14 m, aeroportul dispune de 1 pistă. Este operat de Civil Aeronautics Administration⁠(d).

## Infrastructură

### Piste
Aeroportul dispune de o singură pistă. Pista 14/32 are suprafața de beton și dimensiunile 1.700 m × 30 m. 